# Tôma Toán
Tôma Toán tên đây đủ là Vũ Quang Toán hoặc Đào Đình Toán là một thầy giảng tử vì đạo dưới triều vua Minh Mạng, được Giáo hội Công giáo Rôma phong Hiển Thánh vào năm 1988.  
Ông sinh năm 1764 tại làng Cần Phán, xã Quỳnh Hoàng, huyện Quỳnh Phụ, tỉnh Thái Bình, thuộc Giáo phận Thái Bình. Ông vừa là hội viên dòng Đa Minh vừa là thầy giảng truyền giáo ở Trung Linh. Ngày 16 tháng 12 năm 1839, quan phủ Xuân Trường cho quân đến lục soát làng Trung Linh. Ông bị bắt và bị buộc bước qua thập giá, ông không chịu nên bị dẫn về phủ. Tại đây, vì không chịu nổi tra trấn nên ông đã bước qua thập giá. Tổng đốc Trịnh Quang Khanh sai hai người đã bỏ đạo tới khóc lóc nói xin thầy bỏ đạo nếu không họ sẽ bị chém đầu và nói nhiều điều xúc phạm đến Thiên Chúa nên ông lại bước qua Thập giá. Sau ông hối hận nên khi đối diện tổng đốc Trịnh Quang Khanh, dù quan dùng nhiều cách nhưng ông vẫn tuyên xưng đạo Chúa. Ngày 27 tháng 6 năm 1840, ông chết trong nhà giam ở Nam Định, mai táng tại xứ đạo Lục Thủy. 